# 麗琪·彼斯
麗琪·彼斯（英語：Erika "Nik" Pace，1984年8月24日—），美國模特兒，《全美超級模特兒新秀大賽》第五季的參賽者，最後成為亞軍。她是混血兒，她的母親是義大利人，父為非洲裔美國人。

## 個人事業
麗琪和紐約的模特兒公司Fusion Model Management簽約。她曾為ELLEgirl Magazine、US Weekly Magazine、Complex Magazine、VIBE Magazine、VIGOSS U.S.A. Jeans、Essence Magazine任模特兒。
最近麗琪除了任Snuggle的代言人，她最近也為知名化妝品牌 L'Oréal（歐萊雅）代言。
她參與過的時裝展有Fashion Institute of Technology 2006、LIM 2006和Gharani Strok。

## 外部連結
- 麗琪的ANTM資料（页面存档备份，存于）
- 麗琪的MySpace（页面存档备份，存于）
- Seductive The Approved Fanlisting for Nik Pace